# Međuopćinska nogometna liga ZO Bjelovar – skupina Jug 1985./86.
Međuopćinska nogometna liga ZO Bjelovar - skupina Jug (Međuopćinska nogometna liga Zajednice općina Bjelovar - grupa Jug je bila liga petog stupnja nogometnog prvenstva Jugoslavije u sezoni 1985./86. 
 
Sudjelovalo je 14 klubova, a prvak je bio klub "Fenor" iz Nove Rače. 

## Sustav natjecanja
14 klubova je igralo dvokružnu ligu (26 kola). 

## Ljestvica
| mj. | klub                      | ut. | pob. | ner. | por. | gol+ | gol- | bod |
| --- | ------------------------- | --- | ---- | ---- | ---- | ---- | ---- | --- |
| 1.  | Fenor Nova Rača           | 26  | 21   | 3    | 2    | 87   | 24   | 45  |
| 2.  | Hajduk Pakrac             | 26  | 19   | 5    | 2    | 76   | 29   | 43  |
| 3.  | Bilogorac Grubišno Polje  | 26  | 13   | 6    | 7    | 54   | 40   | 32  |
| 4.  | BSK Brezovac              | 26  | 13   | 4    | 9    | 67   | 46   | 30  |
| 5.  | Garić Garešnica           | 26  | 11   | 4    | 11   | 64   | 48   | 26  |
| 6.  | Bilogorac Veliko Trojstvo | 26  | 9    | 7    | 10   | 54   | 60   | 25  |
| 7.  | Dinamo Dežanovac          | 26  | 9    | 6    | 11   | 48   | 57   | 24  |
| 8.  | Lasta Gudovac             | 26  | 10   | 3    | 13   | 67   | 67   | 23  |
| 9.  | Partizan Rovišće          | 26  | 9    | 5    | 12   | 52   | 62   | 23  |
| 10. | Sloga Bjelovar            | 26  | 9    | 4    | 13   | 38   | 45   | 22  |
| 11. | Polet Narta               | 26  | 9    | 3    | 14   | 47   | 59   | 21  |
| 12. | Partizan Batinjani        | 26  | 6    | 8    | 12   | 49   | 56   | 20  |
| 13. | Lasta Palešnik            | 26  | 6    | 7    | 13   | 47   | 62   | 19  |
| 14. | Begovača Šeovica          | 26  | 4    | 2    | 20   | 47   | 119  | 10  |

## Rezultatska križaljka
| kratica | klub                      | BEG | BILGP | BILVT | BSK | DIN | FEN | GAR | HAJ | LASG | LASP | PARB | PARR | POL | SLO |
| --- | ------------------------- | --- | ----- | ----- | --- | --- | --- | --- | --- | ---- | ---- | ---- | ---- | --- | --- |
| BEG | Begovača Šeovica          |     |       |       |     |     |     |     |     |      |      |      |      |     |     |
| BILGP | Bilogorac Grubišno Polje  |     |       |       |     |     |     |     |     |      |      |      |      |     |     |
| BILVT | Bilogorac Veliko Trojstvo |     |       |       |     |     |     |     |     |      |      |      |      |     |     |
| BSK | BSK Brezovac              |     |       |       |     |     |     |     |     |      |      |      |      |     |     |
| DIN | Dinamo Dežanovac          |     |       |       |     |     |     |     |     |      |      |      |      |     |     |
| FEN | Fenor Nova Rača           |     |       |       |     |     |     |     |     |      |      |      |      |     |     |
| GAR | Garić Garešnica           |     |       |       |     |     |     |     |     |      |      |      |      |     |     |
| HAJ | Hajduk Pakrac             |     |       |       |     |     |     |     |     |      |      |      |      |     |     |
| LASG | Lasta Gudovac             |     |       |       |     |     |     |     |     |      |      |      |      |     |     |
| LASP | Lasta Palešnik            |     |       |       |     |     |     |     |     |      |      |      |      |     |     |
| PARB | Partizan Batinjani        |     |       |       |     |     |     |     |     |      |      |      |      |     |     |
| PARR | Partizan Rovišće          |     |       |       |     |     |     |     |     |      |      |      |      |     |     |
| POL | Polet Narta               |     |       |       |     |     |     |     |     |      |      |      |      |     |     |
| SLO | Sloga Bjelovar            |     |       |       |     |     |     |     |     |      |      |      |      |     |     |
| |                           |     |       |       |     |     |     |     |     |      |      |      |      |     |     |
| podebljan rezultat - utakmice od 1. do 13. kola (1. utakmica između klubova) rezultat normalne debljine - utakmice od 14. do 26. kola (2. utakmica između klubova) rezultat nakošen - nije vidljiv redoslijed odigravanja međusobnih utakmica iz dostupnih izvora rezultat smanjen * - iz dostupnih izvora nije uočljiv domaćin susreta prekrižen rezultat - poništena ili brisana utakmica p - utakmica prekinuta 3:0 p.f. / 0:3 p.f. - rezultat 3:0 bez borbe n.i. - nije igrano |                           |     |       |       |     |     |     |     |     |      |      |      |      |     |     |

 Izvori: